# 超バージン!
『超バージン!』（スーパーバージン!）は、うちだ藤丸による日本の漫画作品。『週刊少年チャンピオン』（秋田書店）にて、1995年に連載されていた。全68話。単行本は全7巻。
女性に近づくと鼻血が出る特殊な障害を持つ花園一平と、女子プロレスラー五十嵐りかと、女子プロレス団体の仲間たちとの恋と友情を描いたラブコメディー。

## あらすじ
女性に近づくことができない「先天性恋愛免疫不全症候群（チェリーボーイシンドローム）」のせいで高校受験に失敗した高校浪人の花園一平。ある日、父親との約束で女装で実家の食堂で働いたところ、全くその病状が出ないため、その後もリハビリとして女装をする羽目になる。その後、一平は店の常連客で女子プロレスラーの五十嵐りかに恋をする。彼女に近づくため、女装し親友の「一子（いちこ）」として接するのだが、りかの代わりにタッグパートナーとしてプロレスに参加したり、店の「看板娘」となった一子に言い寄る男が現われたり、りかがお見合いをする事になったりするなど、様々な騒動が待ち受けるのだった。

## 登場人物
花園 一平（はなぞの いっぺい）
主人公。幼少時から、まともに女性と接する事が出来ない「先天性恋愛免疫不全症候群」に悩まされてきたが、女装している間は女性とも普通に会話をする事が出来る。りかに一目ぼれし、彼女のために奮闘するようになる。
成り行きで、りかの代わりに「ブラックビーナス」のリングネームで女子プロレスのリングに上がる事になる。
五十嵐 りか（いがらし りか）
ヒロイン。真日本女子プロレスリングの悪役（ヒール）の女子プロレスラー。リングネームは「グリフォン五十嵐」。ヒール軍団「武装天使（ルシファー）」の一員。
森 時生（もり ときお）
一平の親友で幼馴染。小さい頃から「先天性恋愛免疫不全症候群」で苦労してきた一平のため、様々なフォローをしてきた。
花園 平助（はなぞの へいすけ）
一平の父で、一平を女装させた張本人。食堂「花園屋」を経営している。
遠山 静香（とおやま しずか）
真日本女子プロレスリングの女子プロレスラー。ヒール軍団「武装天使」を結成した。リングネームは「バッファロー遠山」。筋骨隆々とした体つきをしている。時生に惚れている。
墨田 さやか（すみだ さやか）
真日本女子プロレスリングの女子プロレスラー。ヒール軍団「武装天使」の一員。長い黒髪をした美女。
尾崎 新子（おざき しんこ）
真日本女子プロレスリングの女子プロレスラー。ヒール軍団「武装天使」の一員。
山口 麻奈美（やまぐち まなみ）
真日本女子プロレスリングの女子プロレスラー。ヒール軍団「武装天使」の一員。リングネームは「ファルコン山口」。
姫野 銀子（ひめの ぎんこ）
真日本女子プロレスリングの女子プロレスラー。団体の中でも人気レスラーで、スカーレットクイーンの異名で呼ばれる。様々な騒動の末、一平に惚れる。
郡司 修（ぐんじ おさむ）
FWSのプロレスラー。女たらしで、りかにも言い寄っていたが、後に一子に惚れる。一子の正体を知った後も、未練があるらしい素振りを見せる。姉が3人いる。
新条 春海（しんじょう はるうみ）
りかのお見合い相手。25歳の若さで一流のフランス料理店の料理長を務める。

## 単行本
少年チャンピオン・コミックスより刊行。
1. 1996年11月発売 ISBN 4-253-04630-4
2. 1997年1月発売 ISBN 4-253-04631-2
3. 1997年3月発売 ISBN 4-253-04632-0
4. 1997年4月発売 ISBN 4-253-04633-9
5. 1997年5月発売 ISBN 4-253-04634-7
6. 1997年6月発売 ISBN 4-253-04635-5
7. 1997年7月発売 ISBN 4-253-04636-3